# BS아사히
BS아사히(일본어: ビーエス朝日, BS朝日, BS Asahi, 영어: Asahi Satellite Broadcasting Limited)는 TV 아사히·ANN계열 BS 위탁방송사업자이다.

## 연혁
- 2000년 12월 1일 오전 11시 - 본방송 개시.텔레비전,라디오,데이터 방송을 실시.
- 2005년 9월 30일 - 라디오 방송 종료.
- 2005년 11월 30일 - 쌍방향 서비스 회원 조직 BS클럽 A&D 종료.
- 2005년 12월 1일 - 쌍방향 서비스 A PASS 개시.
- 2007년 12월 3일 - 풀 스펙(화소수 1920×1080)에 의한 하이비전 방송을 개시.
- 2018년 1월 22일 - 방송 해상도가 1440×1080으로 하락.

## 채널 내역

### 텔레비전 방송
BS151~153ch을 할당받았으며 2007년 12월 1일 152ch와 153ch을 완전히 사용하기 시작했음에도 멀티편성을 하지 않고 있다. 리모콘 키 ID는 5.

### 독립 데이터 방송
BS753,755,756,757 ch를 할당받았으나 현재는 모두 방송을 종료했다.
방송 내용은, 753ch가 게임 코너, 755ch가 뉴스·일기 예보, 756ch가 현상·앙케이트, 757ch가 쇼핑이다.

### 라디오 방송
드라마, 낭독, 대중음악을 방송하고 있었지만, 2005년 9월 30일 종료했다.

## 보충서술
- BS디지털 방송국 중에서 홈쇼핑 프로그램을 가장 많이 방송하며 평일 오전~저녁, 심야 시간대에 많이 방송한다.
- BS아사히에서 방송되는 데쓰코의 방은 TV 아사히에서 2주 전 방송한 것이며 뮤직 스테이션도 일부 특정한 경우를 제외하면 녹화방송이다.
- BS채널의 멀티편성을 하기 이전 보도 특별 프로그램 등으로 멀티편성을 하기도 했다.(911테러 발생시에 CNN프로그램을 방송)
- 다른 BS디지털 방송국과 달리 임시 방송 채널이 없다.(BS-TBS, BS닛폰, BS후지 등 타 방송국 참조.)